# Fouchères (Aube)
Fouchères is een gemeente in het Franse departement Aube (regio Grand Est) en telt 450 inwoners (1999). De plaats maakt deel uit van het arrondissement Troyes en ligt aan de Seine.

## Geografie
De oppervlakte van Fouchères bedraagt 8,6 km², de bevolkingsdichtheid is 52,3 inwoners per km².
De onderstaande kaart toont de ligging van Fouchères (Aube) met de belangrijkste infrastructuur en aangrenzende gemeenten.

## Demografie
Onderstaande figuur toont het verloop van het inwonertal (bron: INSEE-tellingen).

Vanwege een beveiligingsprobleem met de MediaWiki Graph-software is het momenteel niet mogelijk deze grafiek weer te geven. Zodra de software is bijgewerkt zal de grafiek vanzelf weer zichtbaar worden.

## Externe links

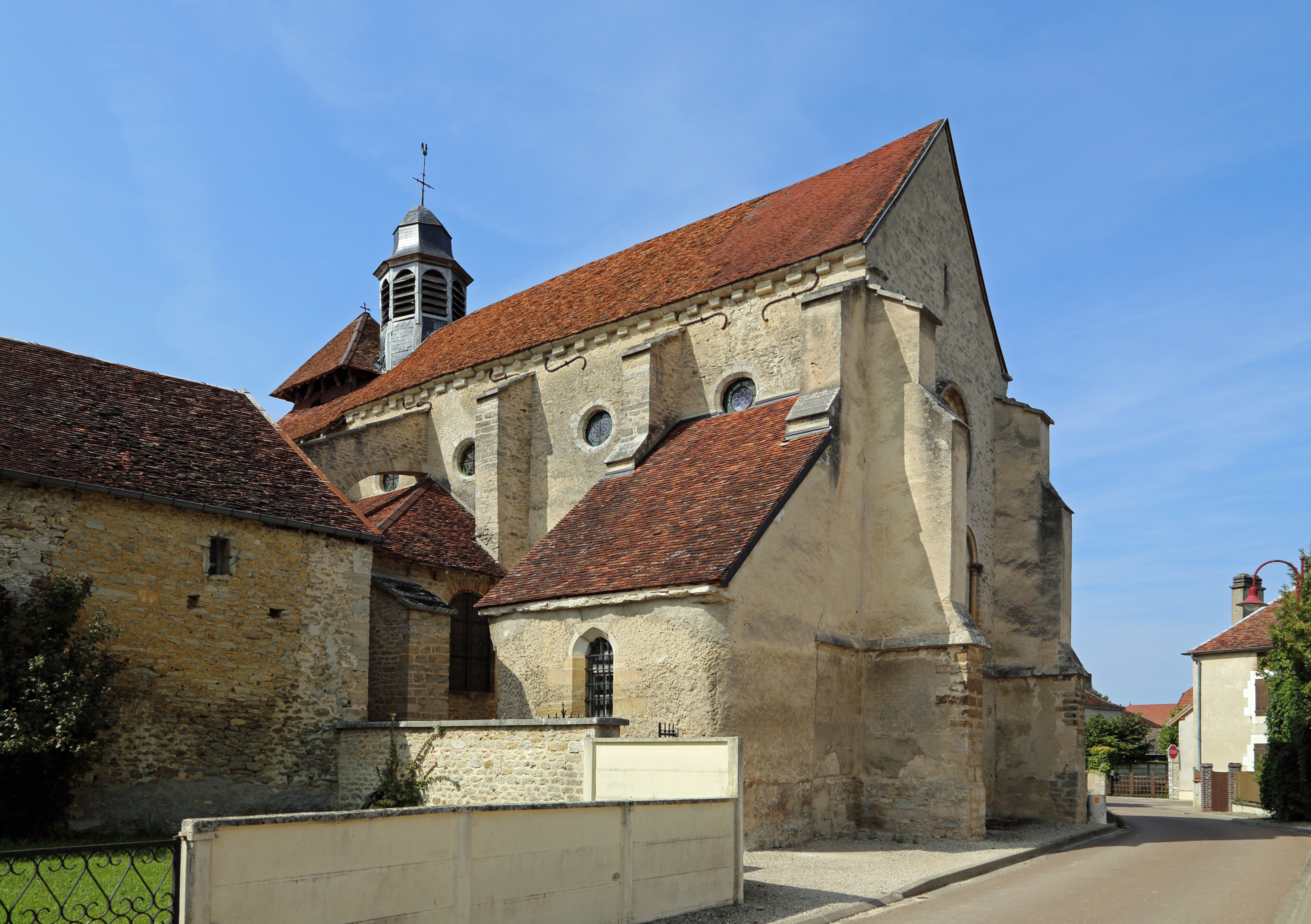
De Maria-Geboortekerk (beschermd monument)
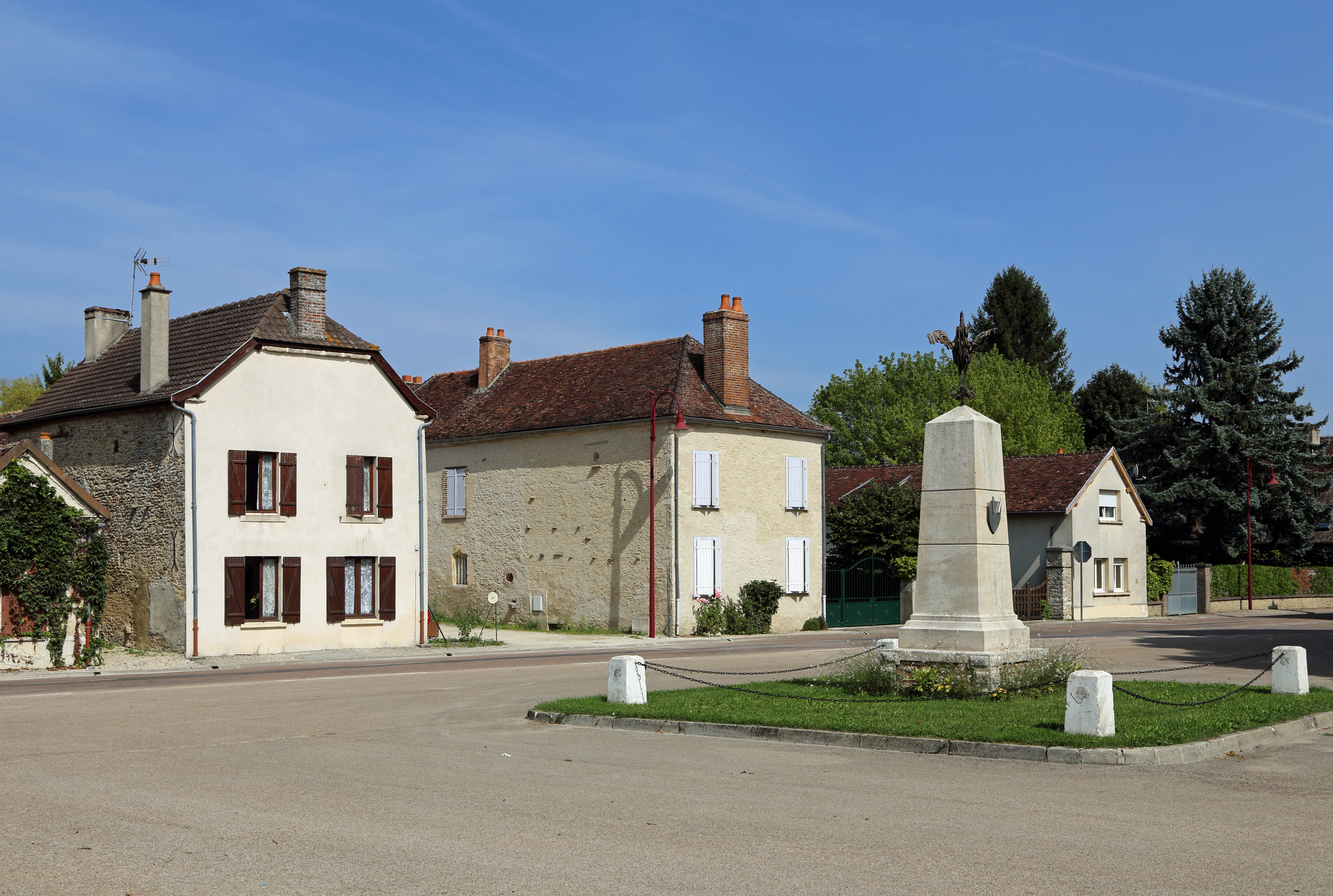
Het dorpsplein (Place de l'Église)
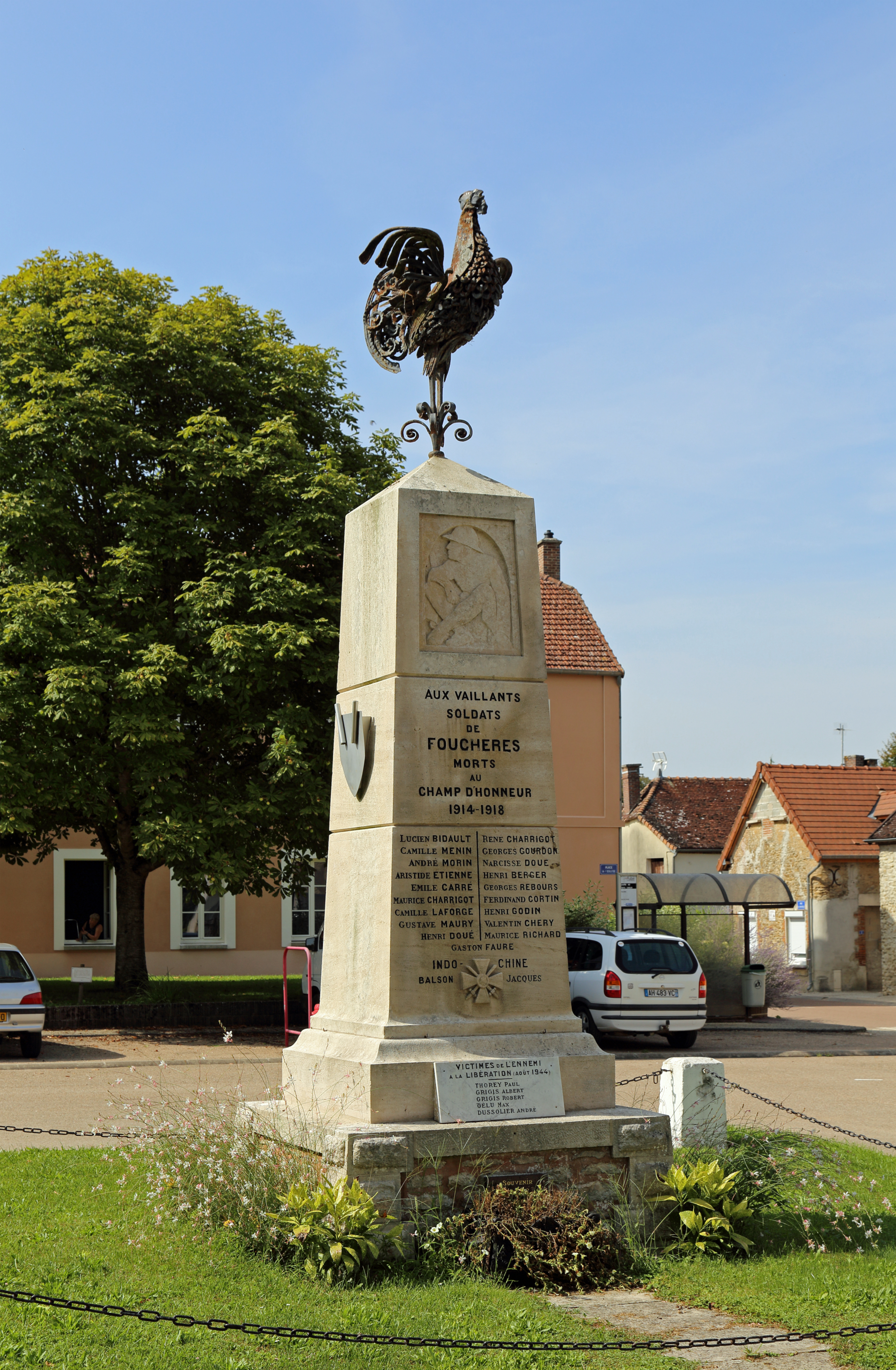
Het oorlogsgedenkteken, bekroond door een Franse haan
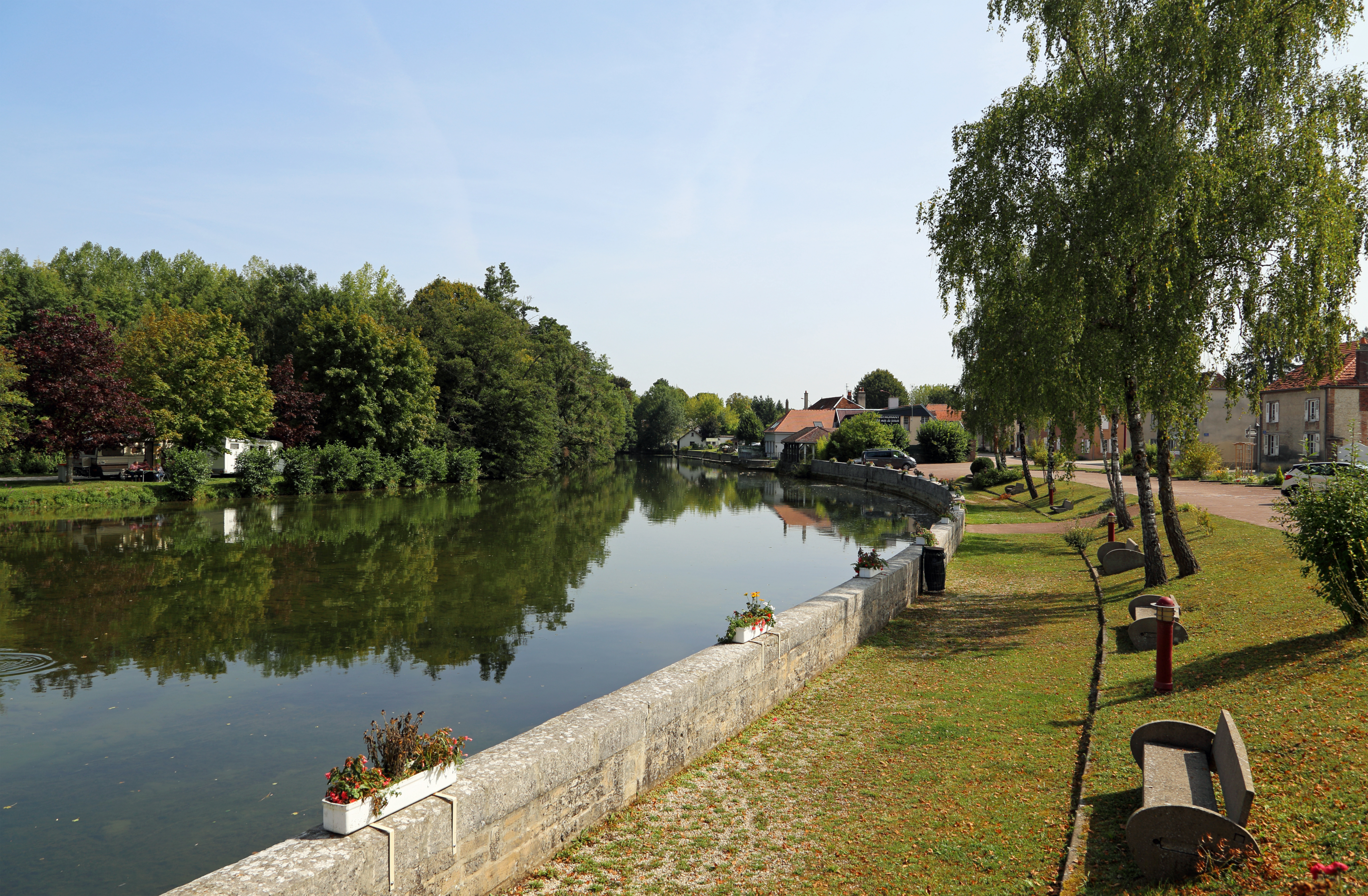
De Seineboord
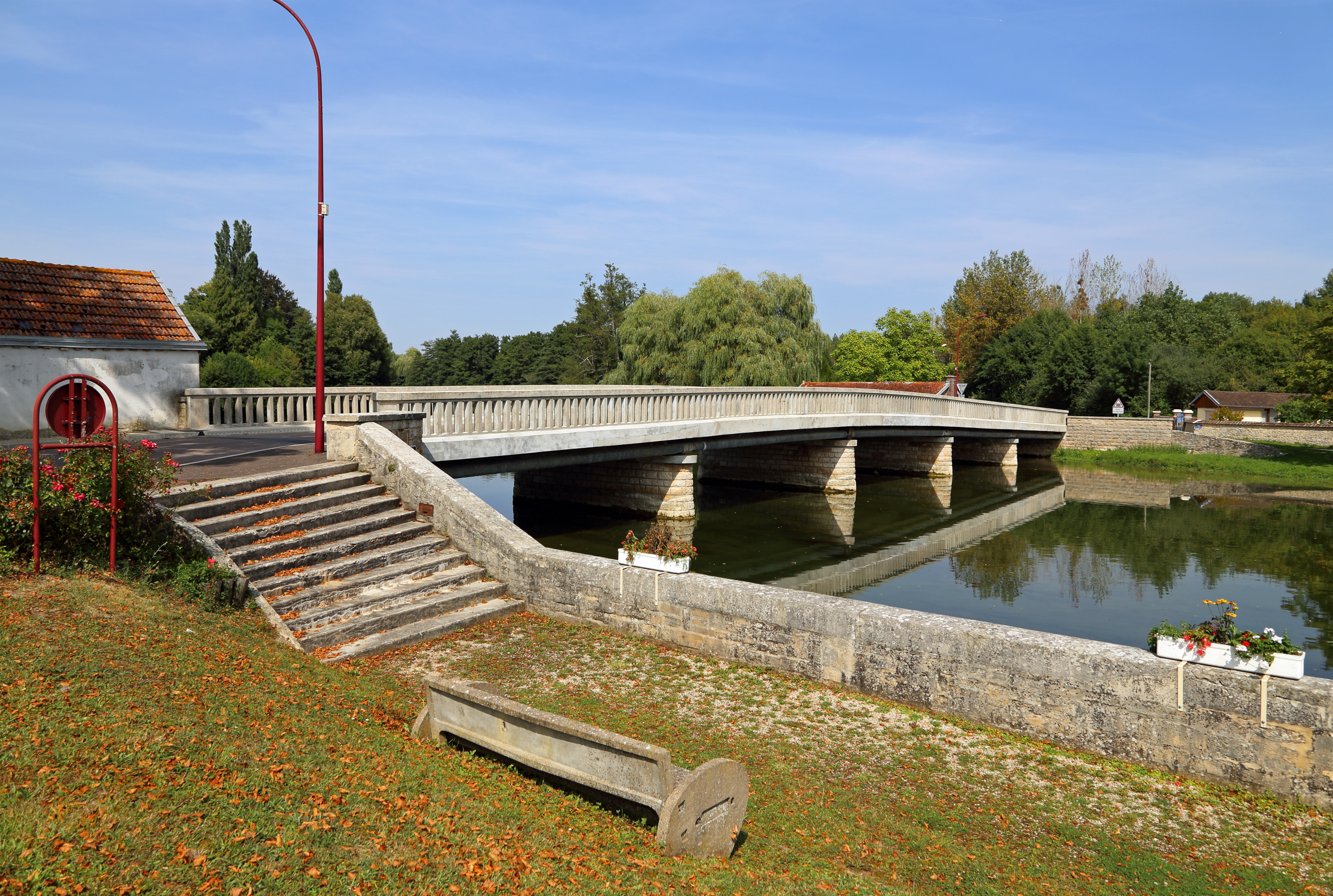
De wegbrug over de Seine; de voorganger van deze brug staat op het wapenschild van de gemeente
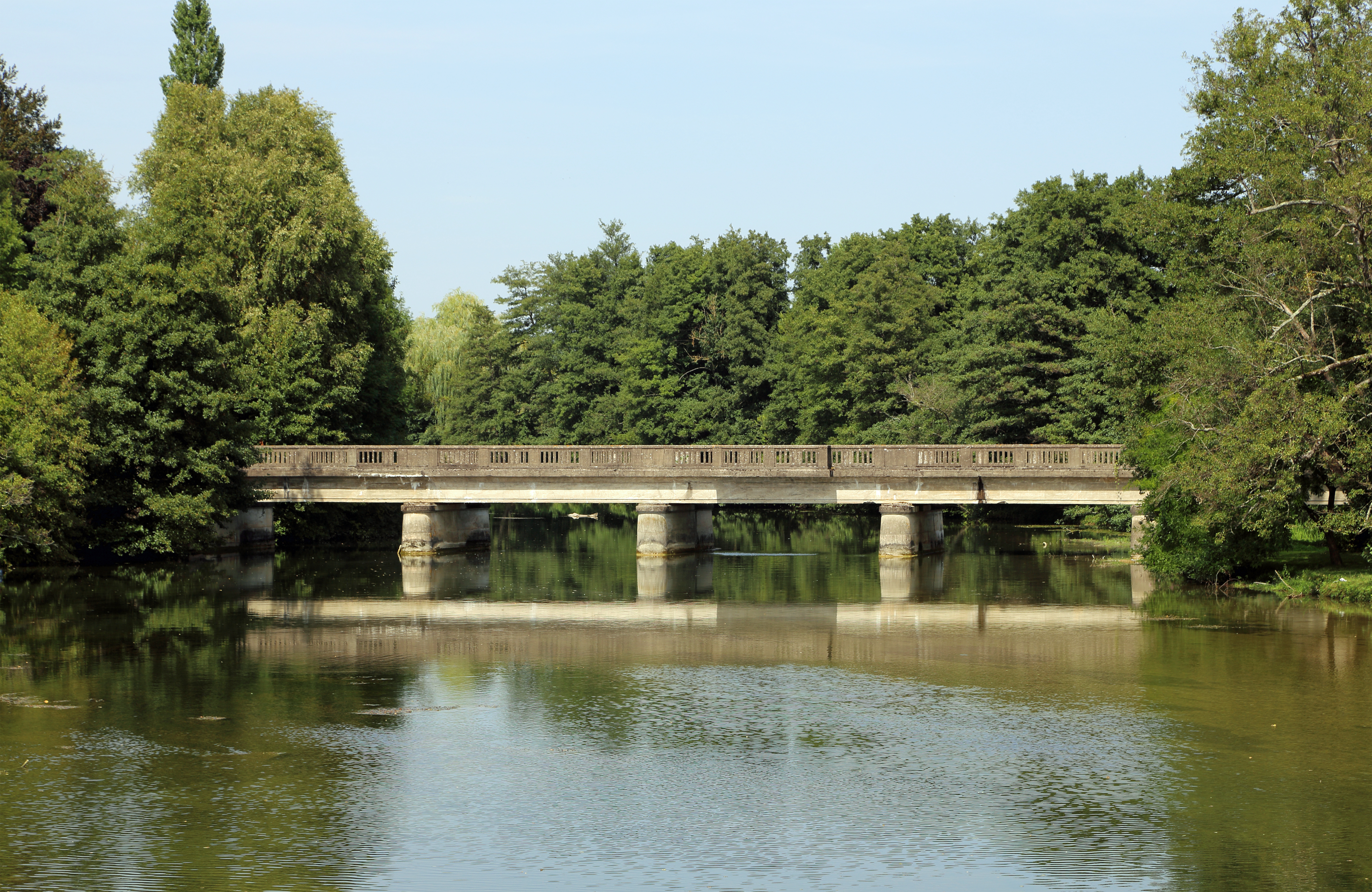
De spoorbrug over de Seine, van de thans grotendeels opgeheven spoorlijn van Troyes naar Gray
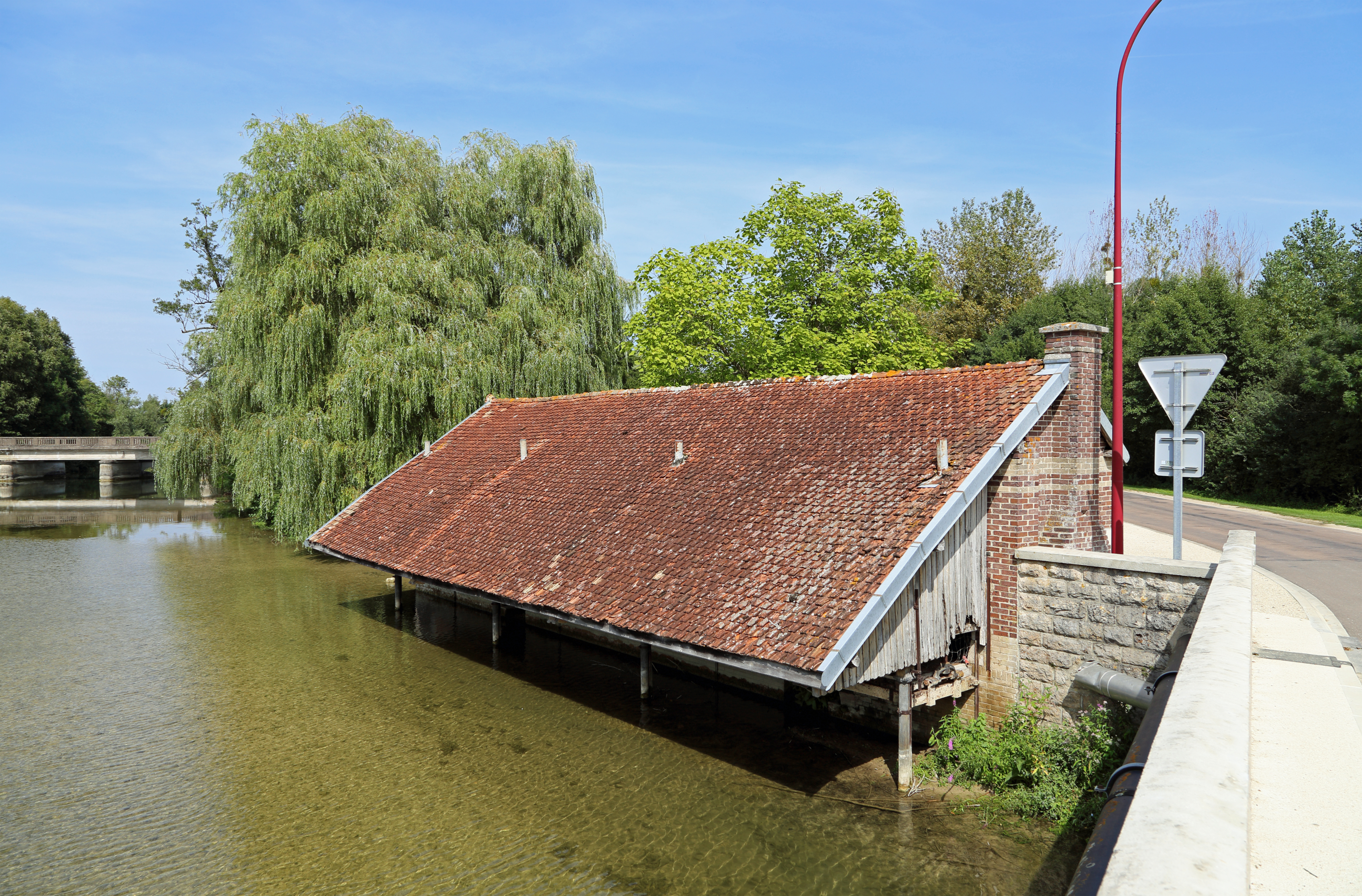
De openbare wasplaats (lavoir)
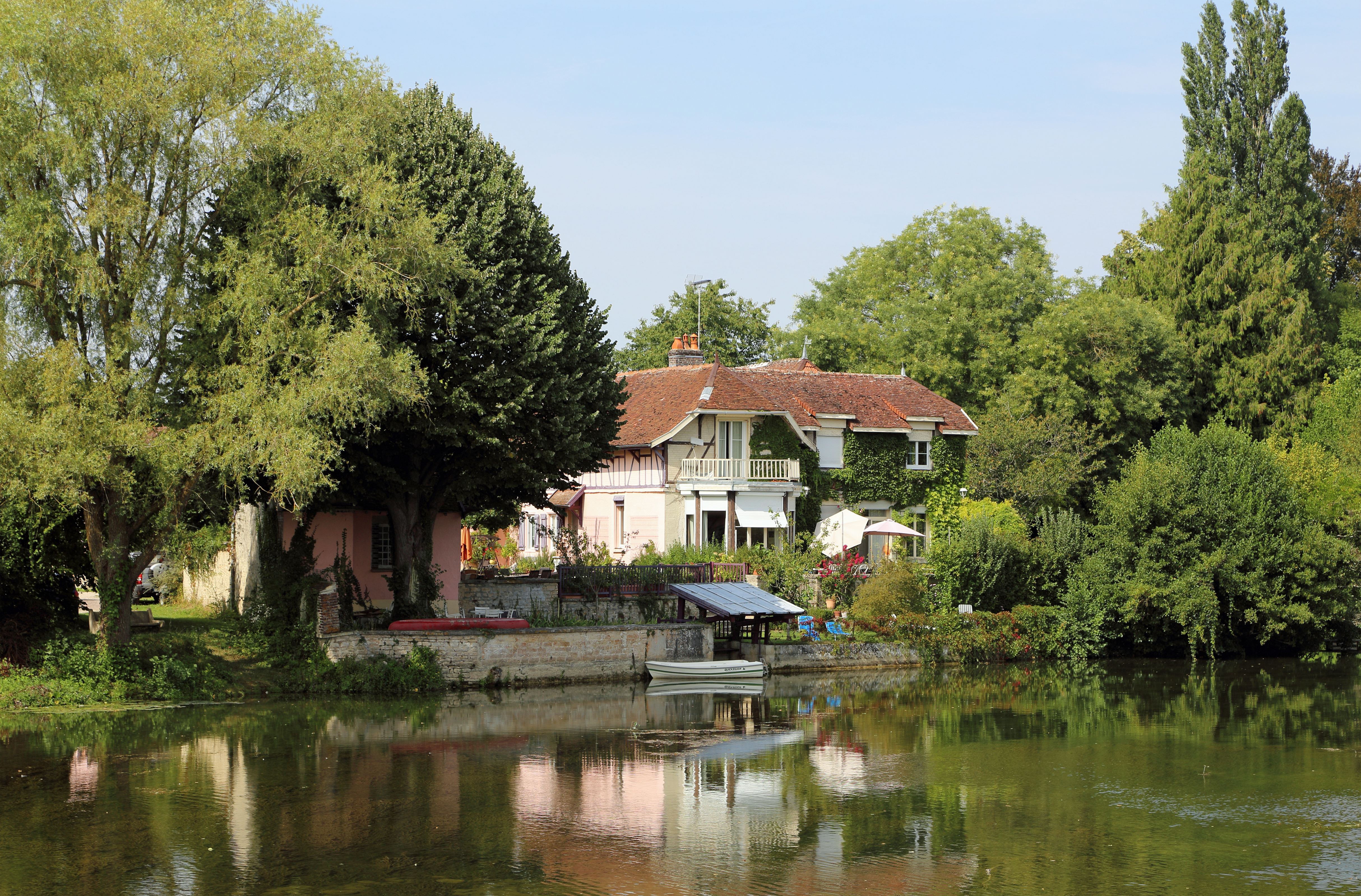
Huis langs de Seine